# آندراش بالتسو
آندراش بالتسو (به مجاری: Balczó András) ورزشکار مرد رشتهٔ پنج‌گانه مدرن اهل کشور مجارستان است. وی در بین سال‌های ‎۱۹۶۰ تا ۱۹۷۲ میلادی در مسابقات بازی‌های المپیک تابستانی در مجموع ۵ مدال، شامل ۳ مدال طلا و ۲ نقره را کسب کرد.